# Parco nazionale di Doñana
Il parco nazionale di Doñana (spagnolo: Parque Nacional de Doñana), noto anche come Coto de Doñana, è un'area naturale protetta della Spagna sud-occidentale.

## Descrizione
Si trova in Andalusia, nelle provincie di Huelva, Cadice e Siviglia, e copre 540 km², di cui 135 km² costituiscono l'area protetta.
Il parco, la cui biodiversità è unica in Europa, contiene una grande varietà di ecosistemi e di specie animali, comprese migliaia di uccelli, daini, cervi europei, cinghiali, tassi, manguste, e specie a rischio quali l'aquila imperiale spagnola, il nono andaluso e la lince pardina, tutti animali tipici dell'Europa e del Nordafrica.
Il parco venne minacciato nel 1988 da un massiccio scarico di materiale minerario operato da una riserva mineraria nel fiume Guadiamar, che attraversa il parco; in seguito lo scarico venne spostato nel fiume Guadalquivir, limitando il danno nel parco.
Dal 1980 il parco è insignito del Diploma europeo delle aree protette.

## Voci correlate

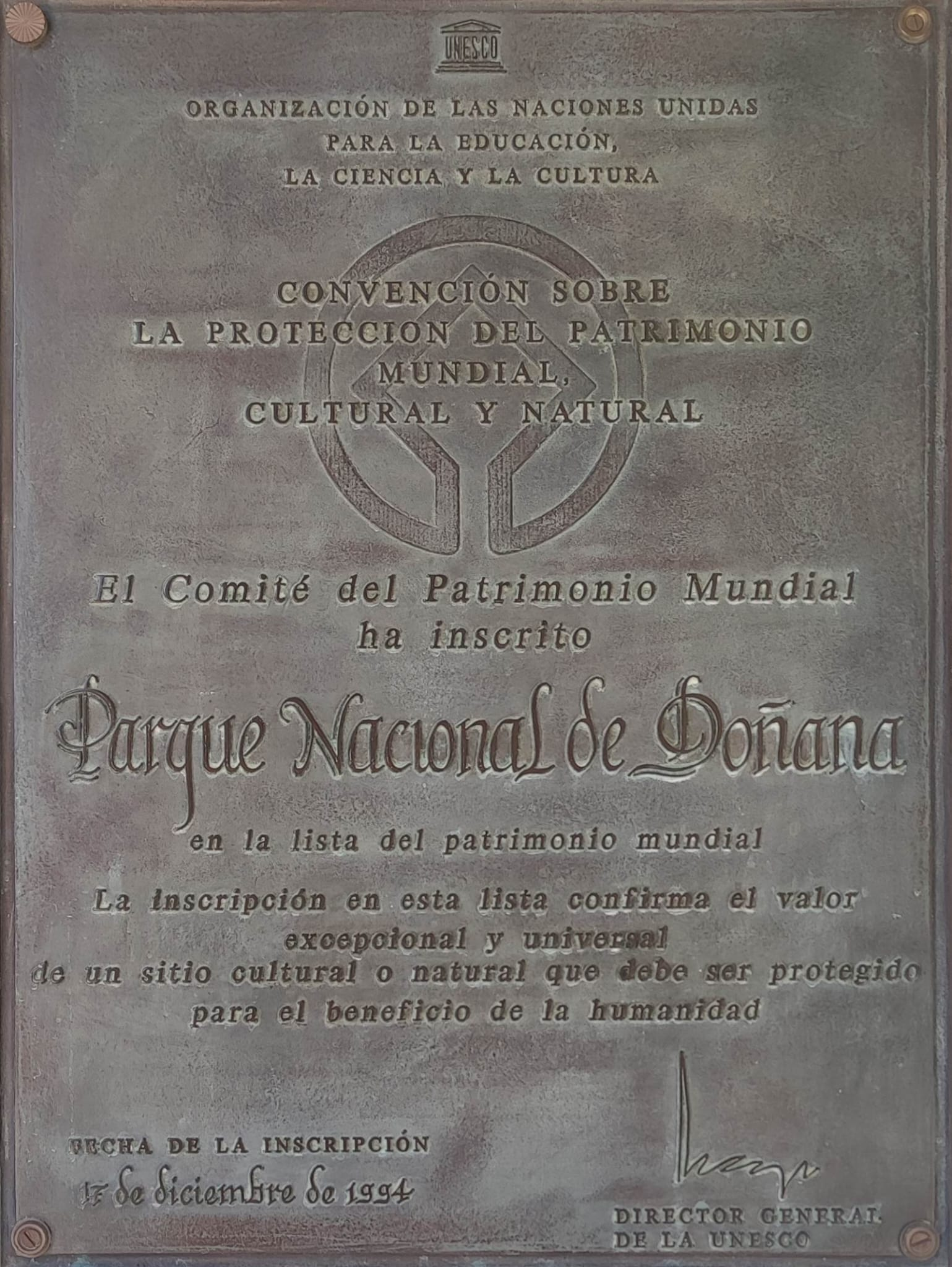
Targa commemorativa per l'iscrizione nella Lista del Patrimonio Mondiale del Parco Nazionale di Doñana

## Una citazione su Doñana
(Frederic V. Grunfeld, Wild Spain: A Traveler's and Naturalist's Guide, Sheldrake Publishing Ltd., 1988)

## Galleria d'immagini

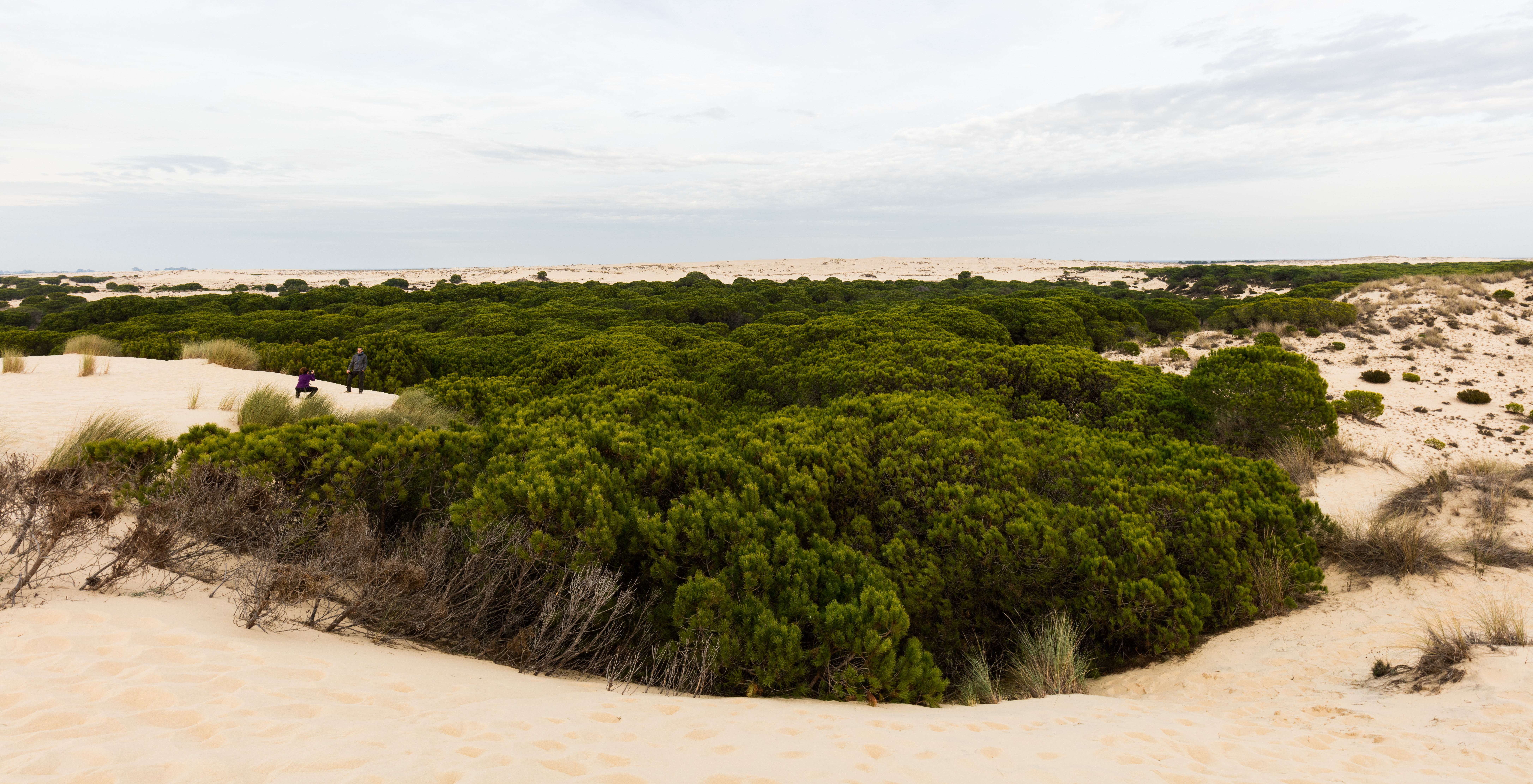
Dune
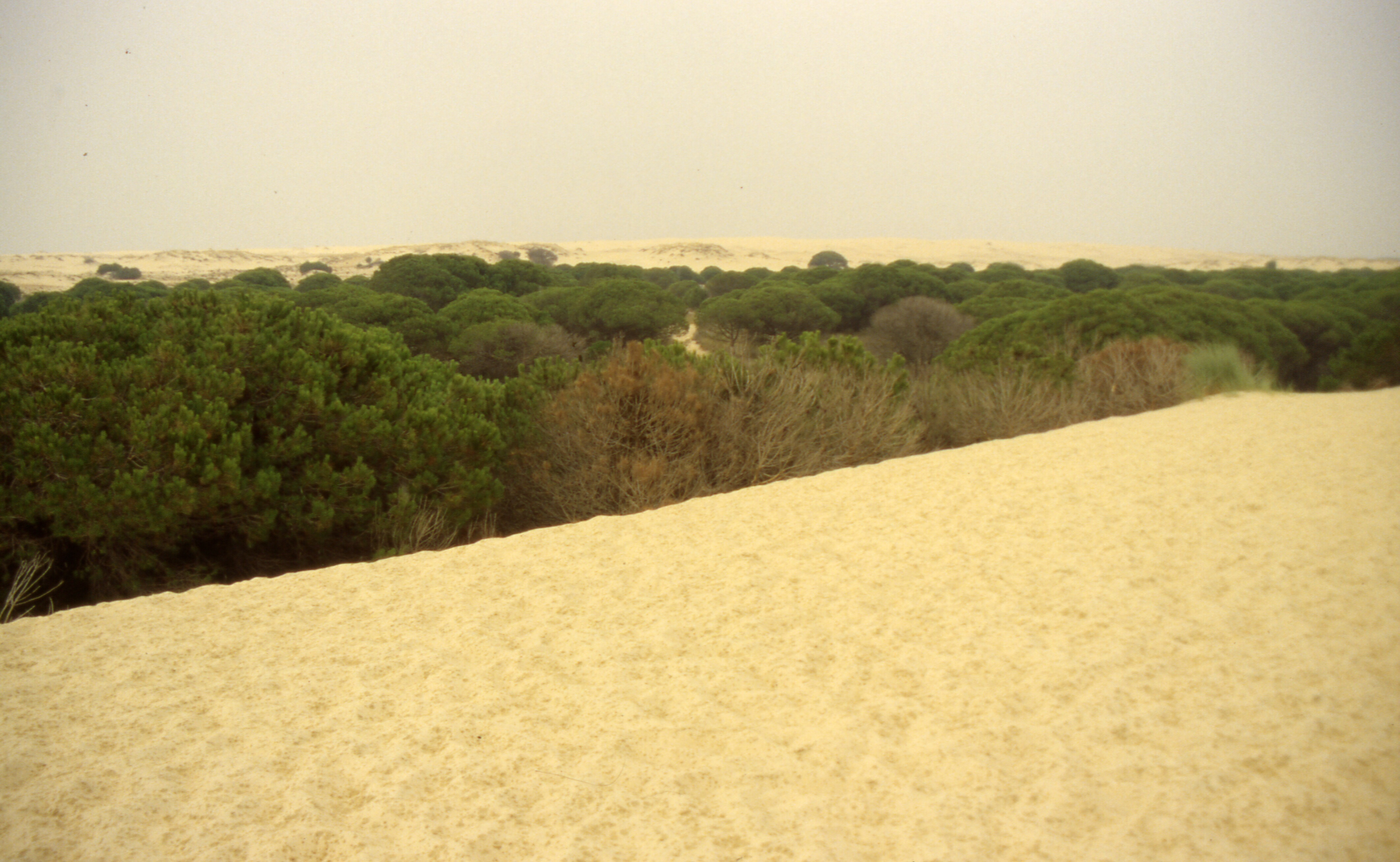
Duna del parco
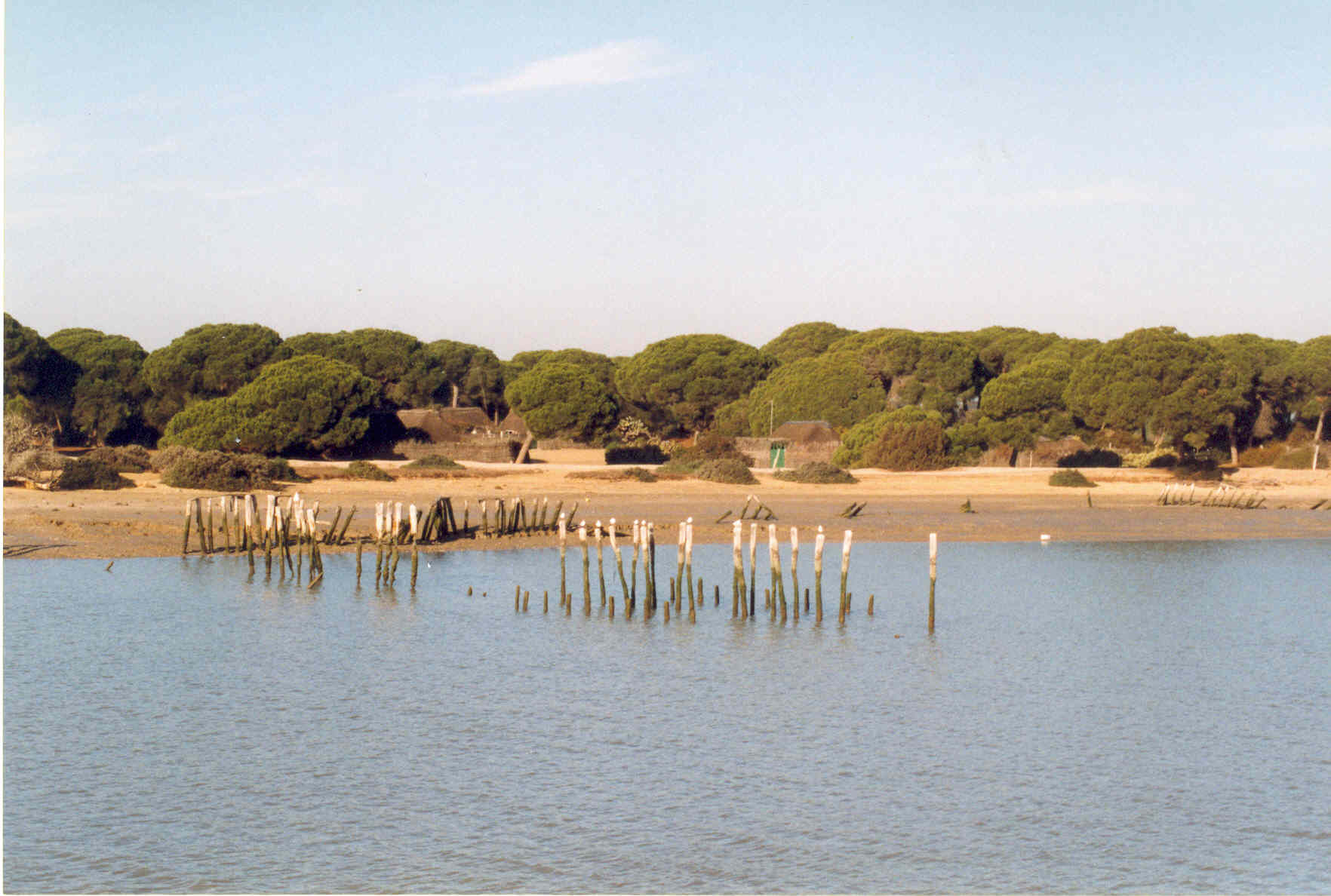
Zone umide
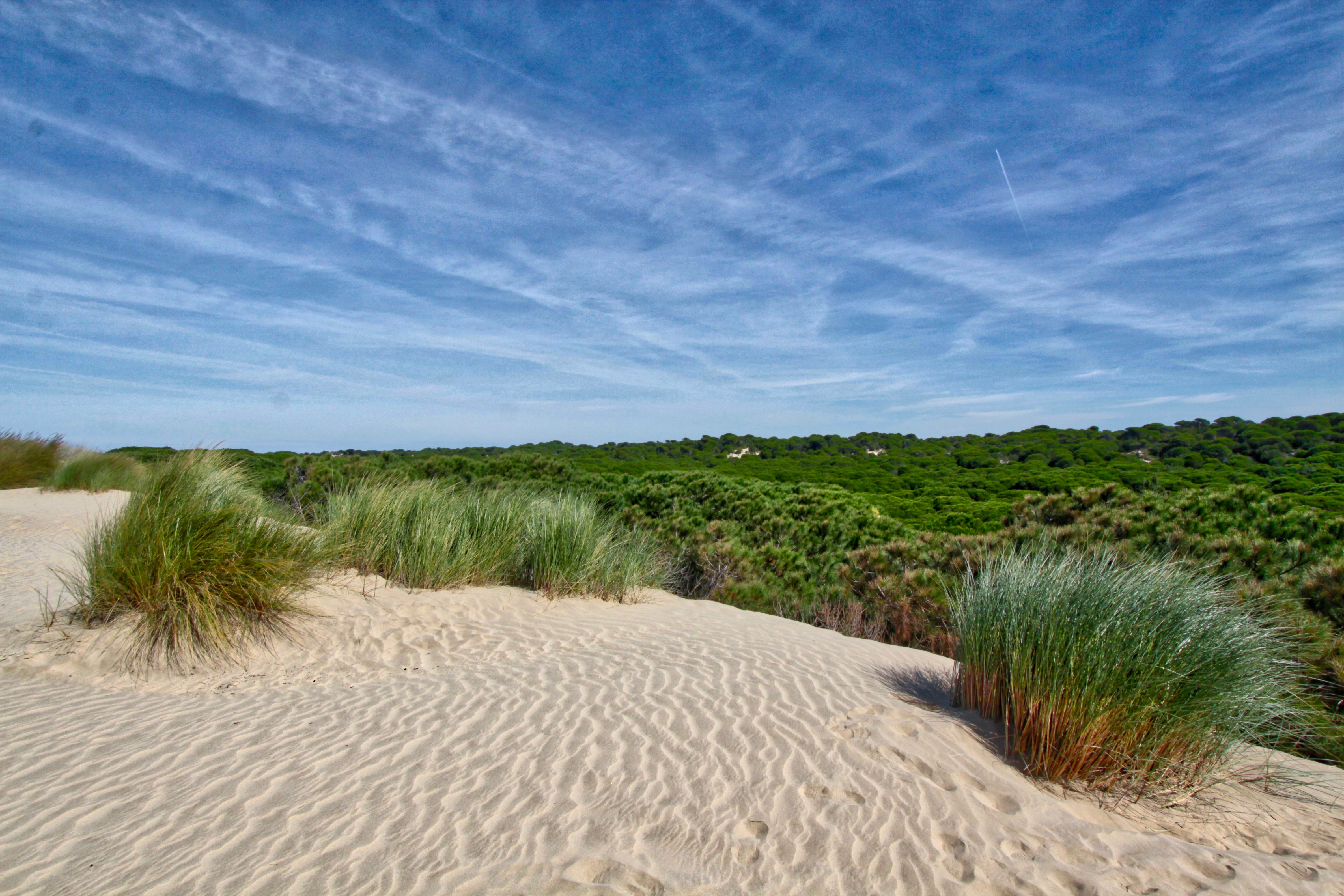
Veduta
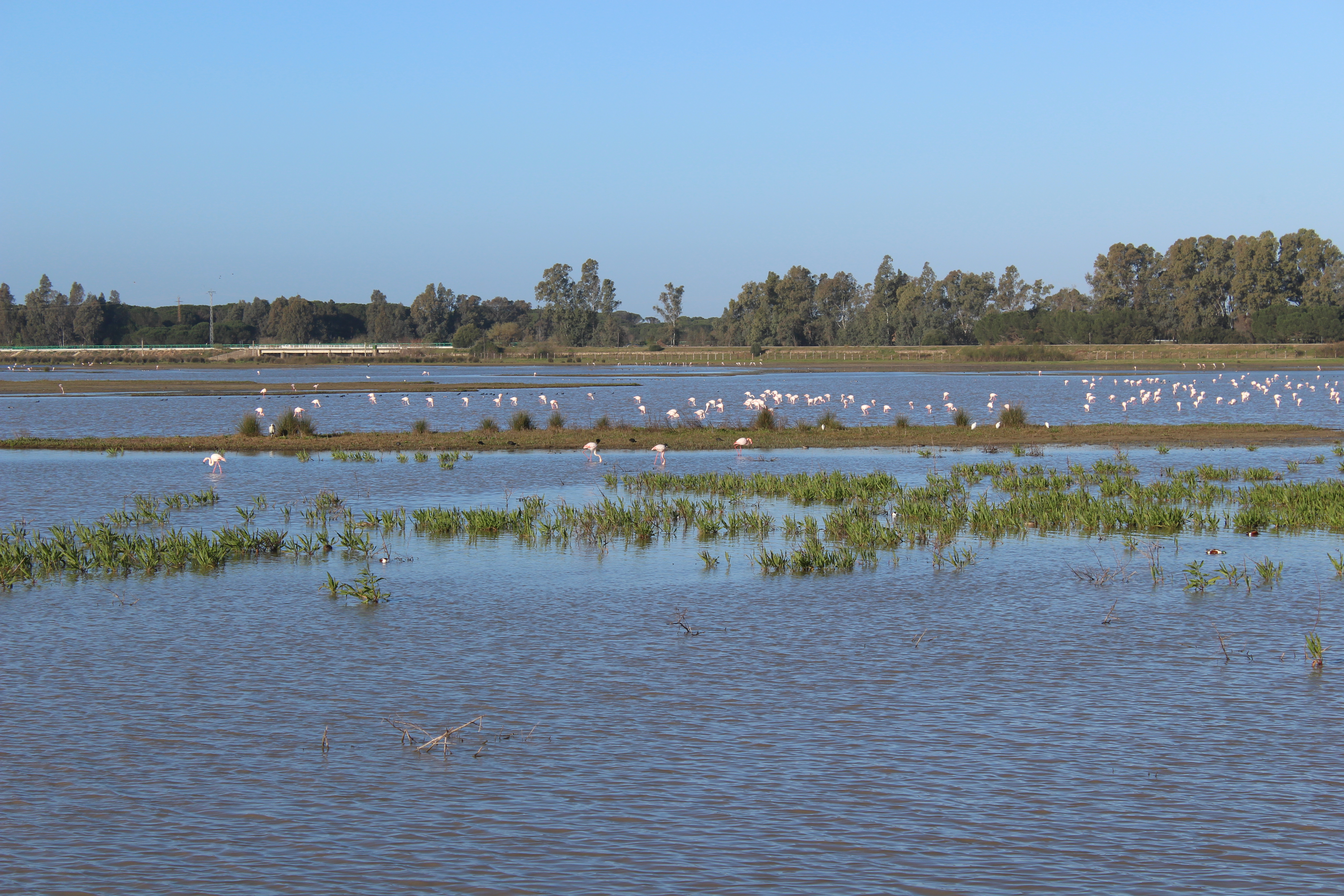
Fenicotteri
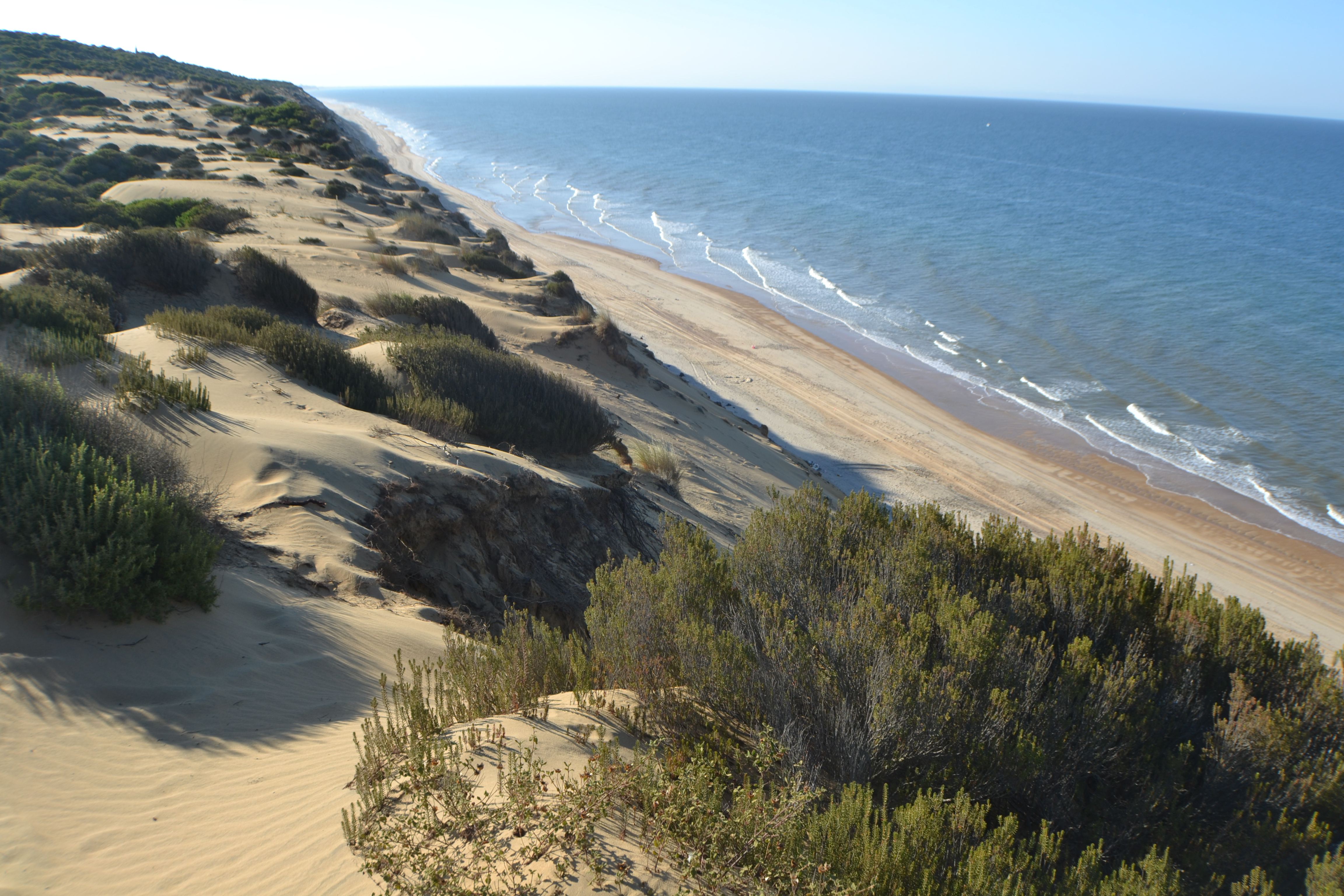
Coast Park